# Kostel Povýšení svatého Kříže (Třebosice)
Kostel povýšení Svatého Kříže v Třebosicích je farním kostelem třebosické farnosti. Areál kostela, jehož součástí je také zvonice, fara se stodolou a ohradní zeď, je chráněn jako kulturní památka.

## Historie
Ačkoliv kostel bývá uváděn v jádru jako gotický, dochovaná románská křtitelnice naznačuje jeho starší založení. První písemná zmínka o něm pochází z roku 1349, kdy byl uveden jako farní kostel v listině litomyšlského biskupství. V první polovině čtrnáctého století byl kostel přestavěn a rozšířen v gotickém slohu a dochovaná podoba je výsledkem barokních úprav v první polovině osmnáctého století. Hřbitov v okolí kostela byl zrušen v roce 1797.
V roce 2008 proběhl v sousedství kostela záchranný archeologický výzkum, během nějž bylo nalezeno čtrnáct hrobů z doby od čtrnáctého do osmnáctého století. Kromě kosterních pozůstatků hroby obsahovaly zlomky keramiky z dvanáctého až třináctého století, které naznačují, že v uvedené době se osídlení nacházelo v těsné blízkosti kostela.

## Stavební podoba

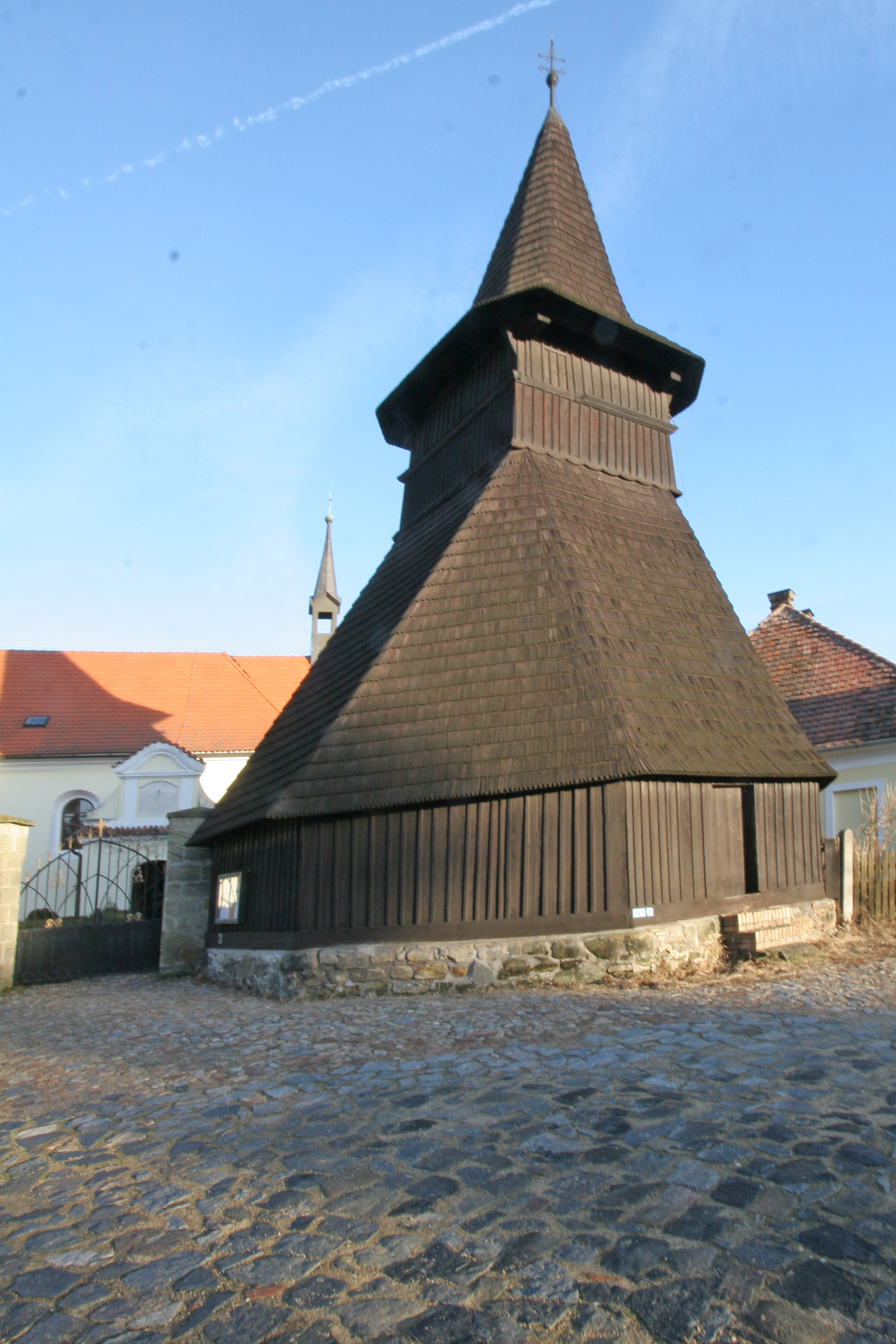
Zvonice

Bezvěžový jednolodní kostel má obdélnou loď s rozměry 15,2 × 7,9 metru a pětiúhelný presbytář (5,22 × 4,9 metru) podepřený čtyřmi vnějšími pilíři. Na západě je loď rozšířena o barokní přístavek, na jižní straně se nachází předsíň a na severní sakristie. Loď má plochý rákosový strop, sakristie je sklenuta valenou klenbou a presbytáři je použita gotická žebrová klenba s pětihrannými žebry. Svorník žeber je zdoben freskou Božího oka.

## Zařízení
V presbytáři se dochovaly nástěnné malby ze druhé poloviny čtrnáctého století. Vítězný oblouk je zdoben hvězdnými motivy a postavami proroků. Další malby zobrazují christologické motivy (Ukřižování, Kristus Trpitel s andělem a biskupem), postavy zemských patronů svatého Václava, svatého Vojtěcha a svatého Víta nebo scénu s donátory kostela. Obrazy jsou vzájemně odděleny ornamentálními rostlinnými pásy.
Rokokový hlavní oltář pochází z poloviny osmnáctého století a ze stejné doby je i kazatelna zdobená figurálními reliéfy a křtitelnice se sousoším Křtu v Jordáně.

## Areál kostela

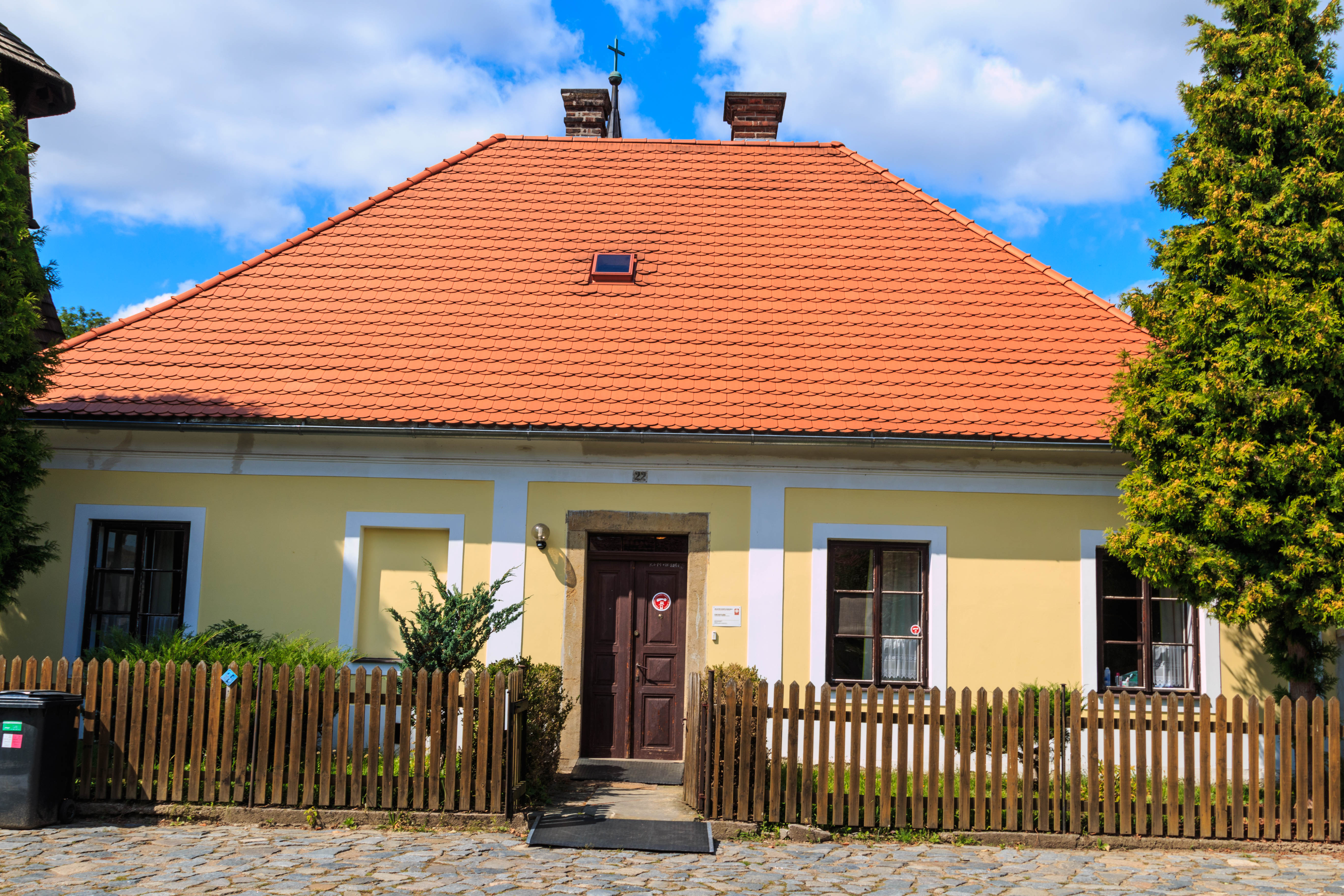
Fara

V sousedství kostela stojí dřevěná zvonice s osmibokým půdorysem. Budova má kamennou podezdívku a nízké bedněné přízemí s jehlancovou střechou, z níž vybíhá prkny šalovaná vížka krytá šindely. Konstrukce zvonice byla dendrochronologicky datována do roku 1556.
Budova fary z roku 1786 je přízemní s valbovou střechou krytou bobrovkami. Pětiosé průčelí je členěné lizénovými rámci, v nichž jsou dvoukřídlá okna dělená do šesti polí (jedno okno je zazděné), zdobená plochými šambránami. Vstup do budovy se nachází ve středním poli. K faře patří cihlová stodola z roku 1900. Severní část stodoly, která původně sloužila jako chlév, byla upravena na garáž.